# Фридль, Зигмунд
Зи́гмунд Фридль (нем. Sigmund Friedl; 11 января 1851, Липник-над-Бечвоу, Моравия — 7 апреля 1914, Вена, Австрия) — один из самых известных австрийских филателистов, эксперт, автор, предприниматель. К концу своей жизни он обманывал коллекционеров почтовых марок, продавая им подделки.

## Вклад в филателию

Фотопортрет З. Фридля (кадр из видео на YouTube). Текст: «Факт № 2. Интерес Зигмунда Фридля к почтовым маркам начал проявляться уже в 13-летнем возрасте»

Зигмунд Фридль увлёкся почтовыми марками уже в возрасте 13 лет. Два года спустя он начал торговать ими. В 1872 году он выкупил и открыл собственный филателистический магазин, один из самых крупных в Вене.
Вскоре Фридль стал филателистическим экспертом и начал предлагать экспертные услуги. Его магазин пользовался большим успехом. К примеру, он продал уникальный «Жёлтый трёхскиллинговик» за 4000 гульденов известному коллекционеру Филиппу фон Феррари.
Благодаря своим хорошим отношениям с австрийским почтовым ведомством, он смог задёшево получать нераспроданные остатки ряда почтовых марок и перепродавать их.
Фридль был также издателем «Венской иллюстрированной газеты о почтовых марках» («Wiener Illustrirte Briefmarken Zeitung»), в которой помещал свои небольшие заметки под псевдонимом лат. Simplicius.
Ещё одной областью деятельности Зигмунда Фридля была филателистическая экспертиза. Экспертами были также его сын Отто Фридль и брат Рудольф.
З. Фридль составил первые австрийские каталоги марок и улучшил альбомы для почтовых марок. Наконец, в 1883 году вместе с братом Рудольфом он основал собственный частный Музей марок в своем особняке, в пригороде Вены Унтердёблинге. Среди прочих экспонатов в этом филателистическом музее хранилась коллекция эссе почтовых марок. В 1891 году Фридль перенёс музей в черту города.

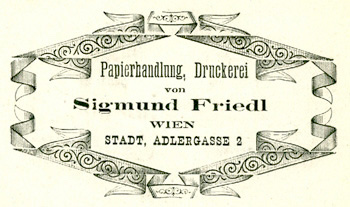
Визитная карточка З. Фридля с указанием адреса его магазина канцелярских товаров и типографии в Вене
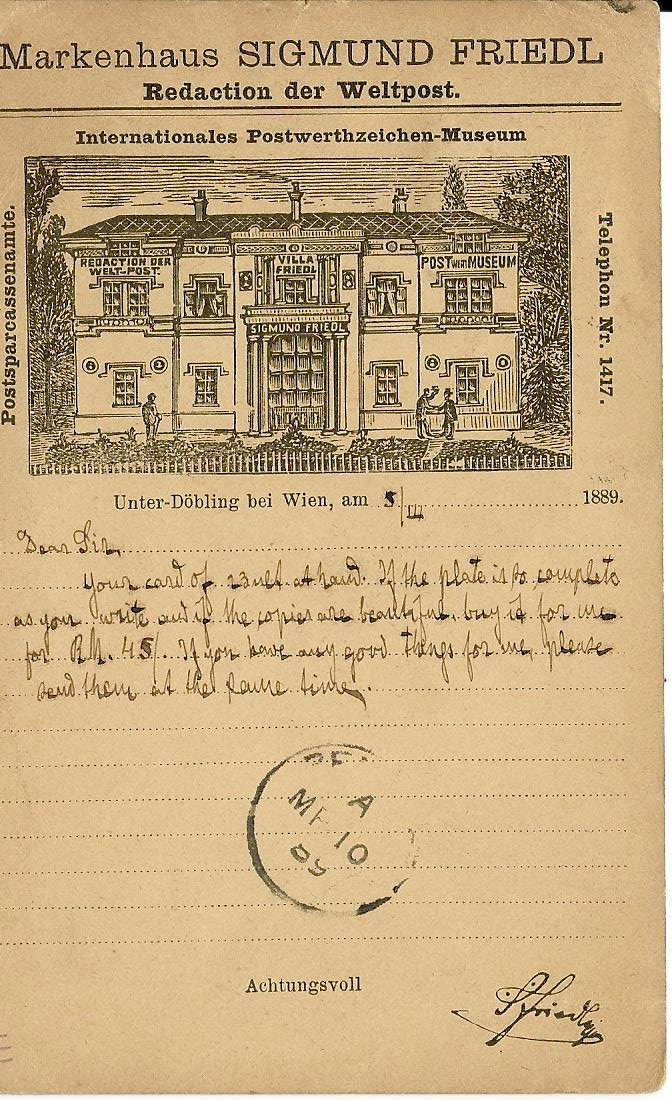
Вилла З. Фридля в Унтердёблинге[англ.], где располагался его Международный музей знаков почтовой оплаты, на рекламной карточке с посланием и подписью Фридля

В 1881 и 1890 годах он организовал в Вене первые крупные австрийские филателистические выставки, которые привлекли международное внимание. На выставке 1890 года Фридль продемонстрировал собрание эссе из своего музея.
Зигмунд Фридль был владельцем обширного собрания книг и других изданий по филателии. Впоследствии оно оказалось в библиотеке берлинского судьи Генриха Френкеля (Heinrich Fraenkel), бывшего библиотекаря Берлинского клуба филателистов. Библиотека Френкеля в дальнейшем была частью книжного собрания Королевского филателистического общества Лондона и библиотеки Кроуфорда. Последняя в настоящее время хранится в фондах Филателистических коллекций Британской библиотеки.

## Фальсификации Фридля

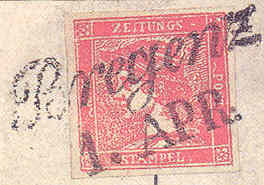
Подделанный Фридлем «Красный Меркурий»

Австрийским филателистам Зигмунд Фридль известен, главным образом, тем, что он занимался частной перфорацией марок Австрии, а также был причастен к производству фальшивок. При этом зубцовка Фридля (нем. Friedlzähnung) всегда имела другое количество зубцов по сравнению с серией стандартных марок, выпущенной почтовой администрацией Австрии, которая даже допускала марки Фридля к почтовому обращению.
Печальную славу имели также фридлевские поддельные марки. Это были в основном подделки австрийских газетных марок из серии «Меркурий», эмитированной в 1851 году. В частности, в середине 1890-х годов Фридль заявил об «обнаружении» нескольких сверхредких «Красных Меркуриев» и продавал их коллекционерам в мошеннических целях. После выявления этих фальшивок, разоблачения и судебного преследования Фридлю пришлось выкупить некоторые из этих марок и вернуть покупателям деньги. По той же причине Фридль был вынужден распродать марки из своего музея, а его торговое предприятие перешло во владение брату Рудольфу.

## Почётные награды и звания
Зигмунд Фридль был удостоен ряда наград и почестей, включая:
- Орден Таковского креста.
- Орден Красного Креста (kgl. serb. Orden vom Roten Kreuz).
- Звание почётного гражданина Унтераха-ам-Аттерзе.
- Звание почётного члена Австрийского союза отраслевых журналистов (Oesterreichischer Fachschriftstellerverband) и многих других союзов.

## Семья

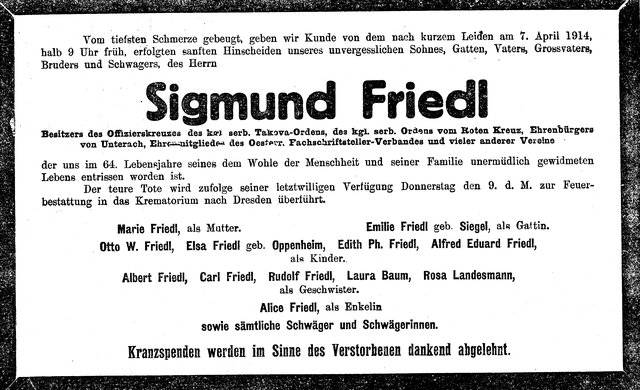
Некролог Зигмунда Фридля, сообщавший, что его тело будет кремировано в крематории Дрездена 9 апреля 1914 года, с указанием присутствовавших при этом родственников

Родителями Зигмунда Фридля были Мориц (Moritz Friedl) и Мария Фридль (Marie Friedl).
По сведениям, приведённым в некрологе Фридля, на момент его кончины, помимо матери, живыми были указаны следующие члены его семьи:
- Жена: Эмилия Фридль (Emilie Friedl), урождённая Зигель (Siegel).
- Дети:
  - сын Отто Вальдемар Фридль (Otto Waldemar Friedl; 1878—1951), который был женат на Эльзе Фридль (Elsa Friedl), урождённой Оппенгейм (Oppenheim), и имел от этого брака дочь Алису Фридль (Alice Friedl).
  - дочь Эдит Филиппина Брунн (Edith Philippine Brunn), в девичестве Фридль (Friedl).
  - сын Альфред Эдуард Фридль (Alfred Eduard Friedl).
- Братья:
  - Альберт Фридль (Albert Friedl).
  - Карл Фридль (Carl Friedl).
  - Рудольф Фридль (Rudolf Friedl; 1862—1942).
- Сёстры:
  - Лаура Баум (Laura Baum).
  - Роза Ландесманн (Rosa Landesmann).